# Direction d'orchestre
Pour les articles homonymes, voir Direction.

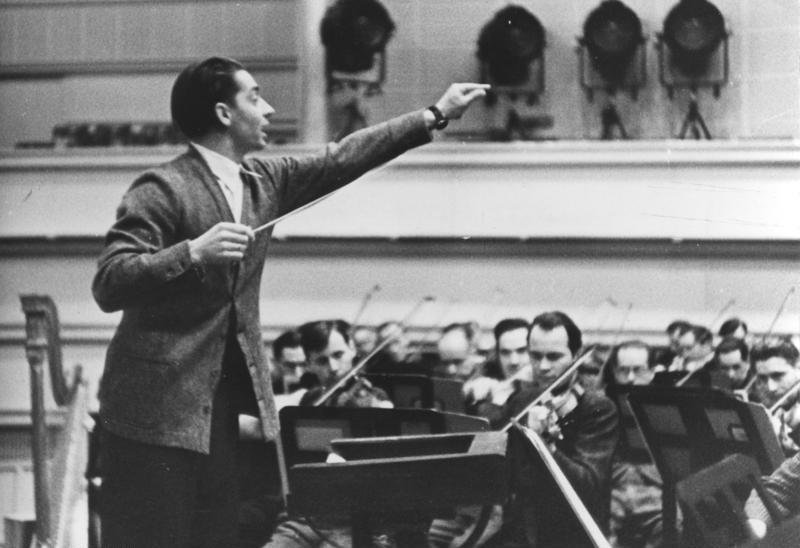
L'autrichien Herbert von Karajan dirigeant le Philharmonique de Vienne en 1941.

La direction d'orchestre est l'art de diriger l'interprétation de la musique d'un orchestre ou d'une chorale en concert. Les principales tâches du chef d'orchestre sont de définir le tempo, d'assurer les entrées correctes des différents membres de l'ensemble et de « modeler » le phrasé, le cas échéant. Pour transmettre ses idées et son interprétation, un chef communique avec ses musiciens principalement par des gestes de la main, et généralement, mais pas toujours, à l'aide d'une baguette. Il peut utiliser d'autres gestes ou signaux, tels que le regard vers les interprètes ou exécutants concernés. Les intentions du chef sont presque toujours complétées par des instructions verbales ou des suggestions lors des répétitions avant le spectacle.
Le chef d'orchestre se tient généralement sur une estrade surélevée, avec un grand pupitre pour poser le conducteur : celui-ci contient la notation musicale de tous les instruments et éventuellement les voix. Depuis le milieu du XIXe siècle, la plupart des chefs ne jouent pas d'un instrument lors de leur pratique de direction, alors que dans la période antérieure de la musique classique, la direction d'un ensemble était communément confiée à un interprète jouant d'un instrument. Dans la musique baroque entre les années 1600 à 1750, le groupe musical était généralement dirigé par le claveciniste ou le premier violon, une approche reprise à notre époque par plusieurs chefs pour l'exécution de la musique de cette période. Le chef peut diriger depuis le piano ou un synthétiseur, comme cela se pratique dans la comédie musicale. Généralement, la communication au cours de l'exécution est non-verbale (c'est le cas en musique classique, mais dans de grands groupes de jazz ou d'ensembles pop, il peut y avoir des instructions vocales, comme un « count in » – le fameux « one, two, one-two-three-four... »). Cependant, lors des répétitions, des interruptions fréquentes permettent au chef de donner des instructions verbales pour indiquer comment la musique doit être jouée ou chantée.
Les chefs d'orchestre sont un guide pour les orchestres et les éventuels chœurs sous leur direction. Ils choisissent les œuvres qui seront interprétées et étudient la partition, à laquelle ils peuvent faire certains ajustements (par exemple, au sujet du tempo, de l'articulation, du phrasé, des reprises de sections...), travaillent leur interprétation et relaient leur vision aux instrumentistes ou chanteurs. Ils peuvent aussi superviser les questions d'organisation, telles que la planification des répétitions, la planification d'une saison de concerts, les auditions et la sélection des instrumentistes, ainsi que la promotion de leur ensemble dans les médias. Les orchestres, les chorales, les orchestres d'harmonie et d'autres ensembles musicaux de taille importante, tels que les big bands, sont généralement dirigés par des chefs d'orchestre.

## Nomenclature
Le chef d'orchestre principal d'un orchestre ou d'une compagnie d'opéra est à la fois directeur de la musique et chef d'orchestre, ou en Allemagne, Kapellmeister autrefois, et maintenant Chefdirigent. Les chefs de chœurs ou de chorale sont parfois associés avec un orchestre. Les chefs d'ensembles d'harmonie, d'ensembles militaires, de fanfares et autres groupes peuvent détenir le titre de chef d'orchestre, chef d'harmonie, ou tambour-major. Des chefs d'orchestre de renom sont parfois désignés par le terme italien de maestro (« maître »), pour marquer le respect envers leur « maîtrise » de l'art musical.

## Histoire

### Du Moyen Âge auXVIIIesiècle
Une première forme de direction est la chironomie, utilisation de gestes de la main pour indiquer la forme mélodique. Elle a été pratiquée d'au moins aussi loin que le Moyen Âge. Dans l'Église chrétienne, la personne qui donne ces signes tient une longue canne pour indiquer son rôle, et il semble que plus la musique est devenue rythmiquement impliquée, plus la canne, ou bâton de direction, est déplacée vers le haut et vers le bas pour indiquer le rythme aux musiciens.

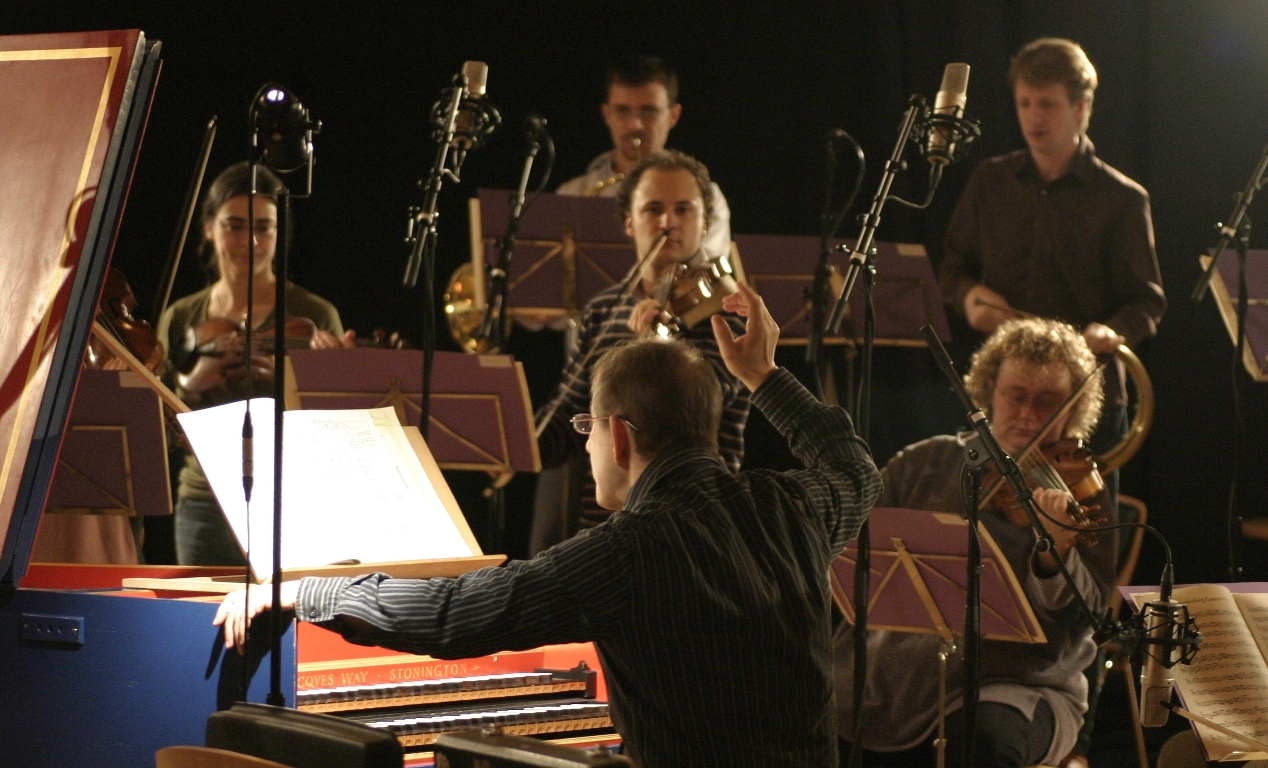
Trevor Pinnock dirige du clavecin.

Au XVIIe siècle, d'autres dispositifs pour marquer le temps sont utilisés. Des feuilles de papier roulées, de petits bâtons et des mains nues sont visibles dans les tableaux de cette période. La canne, longue et lourde, est responsable de la mort de Jean-Baptiste Lully, qui s'est blessé au pied avec l'une d'elles, lorsqu'il dirigeait un Te Deum pour la guérison du roi. La plaie est devenue gangreneuse. Lully ayant refusé l'amputation, la gangrène s'est propagée et il est mort deux mois plus tard.
Dans la musique instrumentale, tout au long du XVIIIe siècle, un membre de l'ensemble agit généralement en tant que chef d'orchestre. Cela était parfois le premier violon, qui pouvait utiliser son archet comme baguette, ou un luthiste qui déplaçait le manche de son instrument en rythme. Il était courant pour le claveciniste de diriger tout en faisant la basse continue. Lors des représentations d'opéra, il y avait parfois deux chefs : le claveciniste, responsable des chanteurs et le premier violon ou le chef, responsable de l'orchestre.

### XIXesiècle

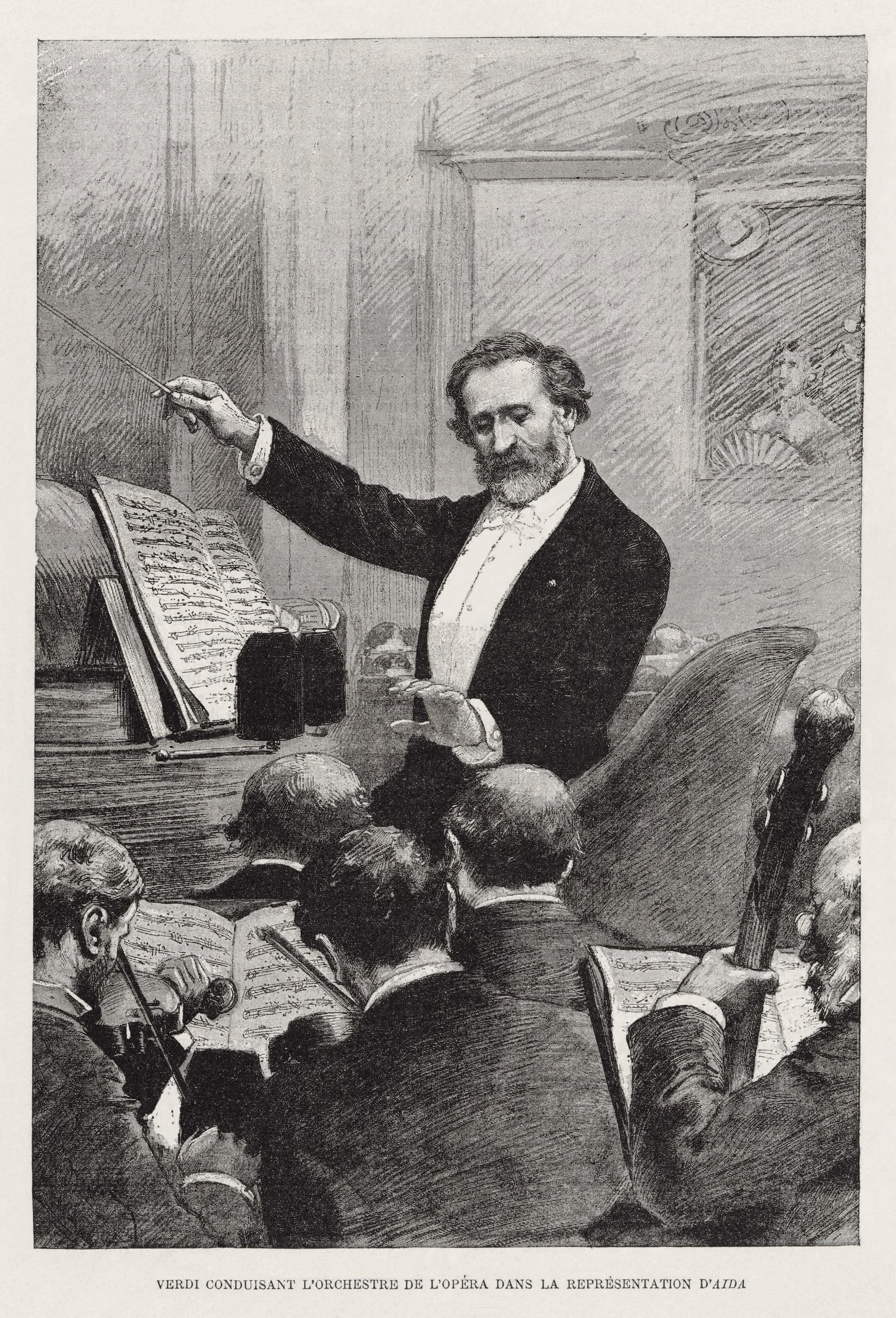
Giuseppe Verdi dirige son opéra Aida en 1881.

Au début du XIXe siècle, il devient la norme d'avoir un chef dédié qui ne joue pas d'instrument au cours de l'exécution de l'œuvre. La taille de l'orchestre s'élargissant au cours de cette période, l'utilisation d'une baguette devient plus fréquente, car elle est plus facile à voir que les mains nues ou un papier roulé. Parmi les premiers chefs notables, on trouve Louis Spohr, Carl Maria von Weber, Louis-Antoine Jullien et Felix Mendelssohn, tous également compositeurs. Mendelssohn est prétendument le premier chef à avoir utilisé une baguette en bois pour garder la mesure et le tempo, une pratique encore généralement en usage aujourd'hui. Cependant, parmi les chefs de premier plan, certains ne l'ont pas utilisée, ou ne l'utilisent pas, notamment Kurt Masur, James Conlon et Yuri Temirkanov, ainsi que Pierre Boulez, Leopold Stokowski, Vassili Safonov, Eugene Ormandy (pendant une période) et Dimitri Mitropoulos.
Les compositeurs Hector Berlioz et Richard Wagner se sont hissés au statut de grands chefs d'orchestre et ils ont écrit tous deux les premiers essais consacrés au sujet. Berlioz est considéré comme le premier chef virtuose. Wagner est en grande partie responsable de l'élaboration du rôle du chef d'orchestre comme étant celui qui impose sa propre vision de l'œuvre sur l'interprétation, plutôt que celui qui est seulement chargé d'assurer les départs au bon moment et veiller au rythme unifié. Les prédécesseurs centrés uniquement sur la direction comprennent notamment François Habeneck, qui a fondé l'Orchestre de la Société des concerts du Conservatoire à Paris en 1828, même si Berlioz s'est alarmé, plus tard, de l'absence de rigueur d'Habeneck lors des répétitions. Le pianiste et compositeur Franz Liszt est aussi une figure majeure dans l'histoire de la direction, atteignant de remarquables interprétations.
Le champion du temps de Wagner était Hans von Bülow (1830–1894), particulièrement célèbre comme chef d'orchestre, bien qu'il ait maintenu sa carrière initiale de pianiste, par laquelle il a été considéré comme l'un des plus grands interprètes – il était un des élèves favoris de Franz Liszt, dont il épousa la fille Cosima, qui l'abandonna pour Wagner.
Bülow a élevé les normes techniques de direction à un niveau sans précédent, grâce à des innovations telles que les répétitions distinctes et détaillées des différentes sections de l'orchestre dites « répétition de section ». Dans ses postes à la tête du Bayerische Staatsoper, Meininger Hofkapelle et du Philharmonique de Berlin, il a apporté un niveau de nuances et de subtilité à l'exécution orchestrale, entendu jusque dans les solos. Il a fait une profonde impression sur de jeunes artistes, tels Richard Strauss, qui, âgé de vingt ans, était son assistant, et Felix Weingartner, qui, bien que désapprouvant ses interprétations, était profondément impressionné par ses principes de direction d'orchestre. Le compositeur Gustav Mahler est également connu comme chef d'orchestre.

### XXesiècle

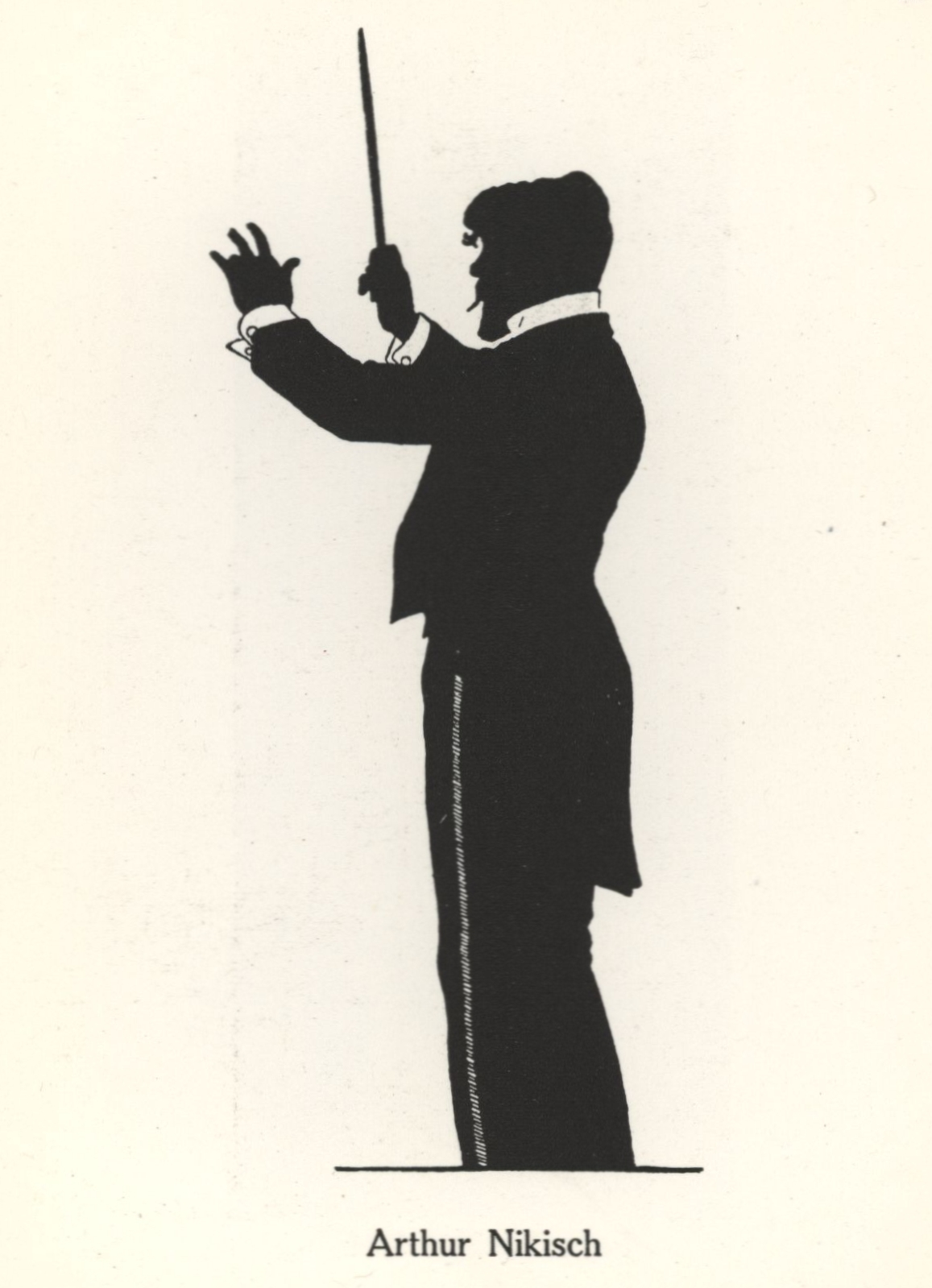
Arthur Nikisch.

La génération suivante de chefs d'orchestre porte les normes techniques à de nouveaux niveaux ; peut-être le plus important d'entre-eux est-il le hongrois Arthur Nikisch (1855–1922), qui, en 1895, a succédé à Bülow au poste de directeur de la musique du Philharmonique de Berlin, après avoir été à la tête de l'Opéra de Leipzig, l'Orchestre symphonique de Boston et le Gewandhaus de Leipzig, ainsi que de l'Orchestre symphonique de Londres. Nikisch a créé des œuvres importantes d'Anton Bruckner et Piotr Ilitch Tchaïkovski, qui admiraient grandement son travail ; Johannes Brahms, après avoir écouté sous sa direction sa quatrième symphonie, dit qu'elle était d'une interprétation « tout à fait exemplaire, il est impossible de mieux l'entendre ».
Nikisch effectue avec l'Orchestre symphonique de Londres une tournée à travers les États-Unis en avril 1912 – première tournée américaine d'un orchestre européen. Il a aussi réalisé le plus ancien enregistrement d'une symphonie entière, la cinquième symphonie de Beethoven avec l'Orchestre philharmonique de Berlin en novembre 1913 pour le label Deutsche Grammophon. Nikisch est également le premier chef d'orchestre à avoir été filmé dans lors d'une exécution (film hélas muet de 1913). Le film confirme la relation qu'il faisait de l'usage particulièrement envoûtant du contact par les yeux et l'expression pour communiquer avec l'orchestre ; plus tard, des chefs d'orchestre, dont Fritz Reiner, ont déclaré que cet aspect de sa technique avait eu une forte influence sur la leur.
La génération des chefs d'orchestre venant après Nikisch a laissé de nombreux témoignages enregistrés. Deux chefs particulièrement influents et largement enregistrés sont souvent traités, un peu à tort, comme aux antipodes de l'interprétation. Le premier est l'italien Arturo Toscanini (1867–1957), et le second l'allemand Wilhelm Furtwängler (1886–1954). Toscanini qui jouait du violoncelle dans l'orchestre sous la direction de Giuseppe Verdi a fait ses débuts en tant que chef dans Aida en 1886, remplaçant à la dernière minute le chef indisposé. Il est considéré aujourd'hui par des autorités telles que James Levine comme le plus grand chef verdien. Mais le répertoire de Toscanini était large, comprenant notamment les symphonistes allemands Beethoven et Brahms, où il était particulièrement réputé et influent, favorisant des tempi rigoureux et plus rapides qu'un chef comme Bülow, ou Wagner avant lui. Pourtant, son style montre plus d'inflexion que sa réputation le suggère. Il était particulièrement doué pour révéler les détails et obtenir des orchestres un jeu cantabile.

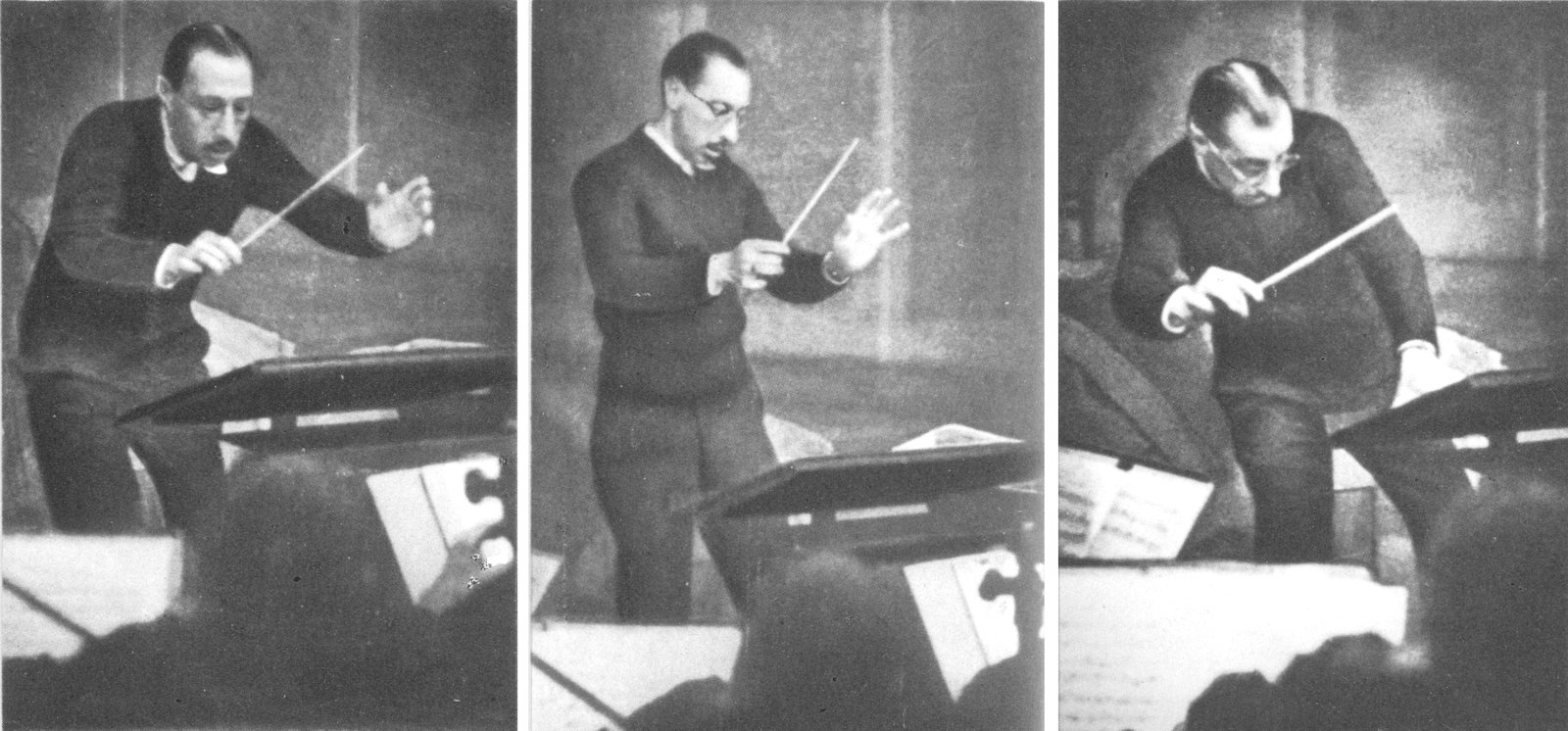
Igor Stravinsky en 1929.

Furtwängler, que plusieurs considèrent comme le plus grand interprète de Wagner (bien que Toscanini ait également été admiré chez ce compositeur) et Bruckner, a dirigé Beethoven et Brahms avec beaucoup d'inflexions de tempo – mais en général, d'une manière qui révèle la structure et l'intention de la musique de façon particulièrement claire. Il était compositeur, pianiste et disciple du théoricien Heinrich Schenker, mettant l'accent sur l'importance des tensions harmoniques et résolutions dans un morceau, une force de la direction de Furtwängler. Parallèlement à son intérêt pour la grande structure, Furtwängler a également façonné les détails des morceaux d'une manière particulièrement convaincante et expressive.

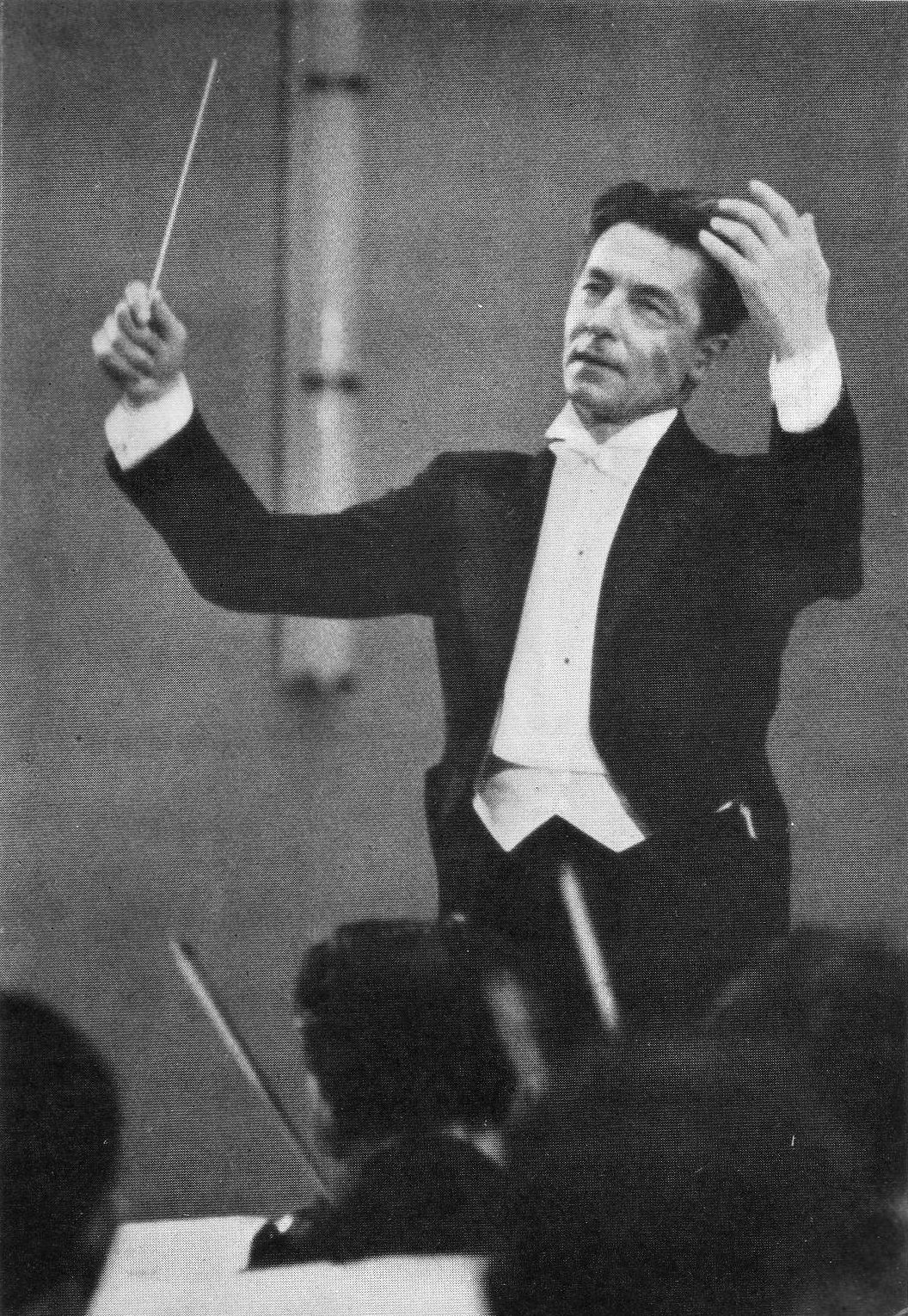
Herbert von Karajan dirige l'Orchestre symphonique de la NHK à Tokyo en 1954.

Les deux hommes avaient des techniques très différentes : celle de Toscanini était italianisante, avec une longue et grande baguette et des battements clairs, souvent sans l'aide de sa main gauche ; Furtwängler battait la mesure avec une précision moins apparente, parce qu'il voulait un son plus rond (source du mythe que sa technique était vague, alors que de nombreux musiciens ont attesté qu'il était facile de suivre ses intentions). En tout état de cause, leur exemple illustre un point plus important sur la technique de direction dans la première moitié du XXe siècle : elle n'était pas normalisée. Les plus grands chefs d'orchestre et les plus influents du milieu du XXe siècle comme Leopold Stokowski (1882–1977), Otto Klemperer (1885–1973), Herbert von Karajan (1908–1989) et Leonard Bernstein (1918–1990) – le premier chef d'orchestre américain à atteindre une renommée internationale – avaient des techniques très variées.
Karajan et Bernstein ont en apparence formé un autre antipode dans les décennies 1960 à 1980, Karajan en tant que directeur musical de l'Orchestre philharmonique de Berlin (1955–1989), et Bernstein, pour une partie de cette période, comme directeur musical du Philharmonique de New York (1957–1969), et ensuite souvent chef invité en Europe (Vienne, Amsterdam, Paris, Londres). La technique de Karajan était hautement contrôlée et il dirigeait souvent avec les yeux fermés ; celle de Bernstein était démonstrative, avec des signes expressifs du visage, des mains et des mouvements du corps entier (tout comme Mitropoulos). Karajan pouvait diriger pendant des heures sans bouger les pieds, tandis que Bernstein était connu pour sauter parfois en l'air, lors d'un point culminant de la musique (climax). En tant que directeur du Philharmonique de Berlin, Karajan a cultivé un mélange de sonorités chaudes et belles, qui a été parfois critiqué comme trop uniformément appliqué à tous les répertoires ; chez Bernstein, par contraste, dans sa seule apparition avec le Philharmonique de Berlin en octobre 1979 – dans la Symphonie n° 9 de Mahler, à la même époque où Karajan la faisait travailler dans une direction presque totalement opposée – Bernstein a essayé d'obtenir de l'orchestre, dans un certain passage, une sonorité « laide », rugueuse, laquelle selon lui, convenait au sens expressif de la musique (le premier corniste a refusé, et a accepté finalement de laisser le second jouer à sa place).
Karajan et Bernstein ont largement utilisé les avancées médiatiques pour transmettre leur art, mais de différentes façons. Bernstein a conçu de grandes séries d'émissions de télévision sur la musique classique en première partie de soirée (prime time) sur une chaîne nationale, pour éduquer et atteindre les enfants ainsi que le grand public ; Karajan a fait, à la fin de sa vie, une série de films, mais il n'y parlait pas. Les deux ont fait de nombreux enregistrements, mais leur attitude envers l'enregistrement différaient : Karajan a souvent refait ses enregistrements de studio (tous les dix ans environ) pour tirer parti des derniers progrès de la technique qui le fascinait – il a joué un rôle dans la définition des caractéristiques techniques du disque compact, alors que Bernstein, dans les années postérieures à son poste à New York, insistait pour (la plupart du temps) enregistrer les œuvres en concert, estimant que la musique ne peut venir à la vie dans un studio sans public.
Dans le dernier tiers du vingtième siècle, la technique de direction – en particulier de la main droite et de la baguette – s'est normalisée de plus en plus. Des chefs d'orchestre comme Willem Mengelberg, à Amsterdam jusqu'à la fin de la Seconde Guerre mondiale, avaient eu beaucoup de temps de répétition pour modeler l'orchestre de façon très précise et pouvaient donc avoir des techniques au caractère très particulier ; les chefs d'orchestre modernes, qui passent moins de temps avec un orchestre donné, doivent obtenir des résultats avec beaucoup moins de temps de répétition. Une technique plus standardisée permet à la communication d'être beaucoup plus rapide. Néanmoins, les techniques de direction montrent encore beaucoup de variété, en particulier pour l'utilisation de la main gauche, les expressions du visage et des yeux ainsi que le langage corporel.

### XXIesiècle

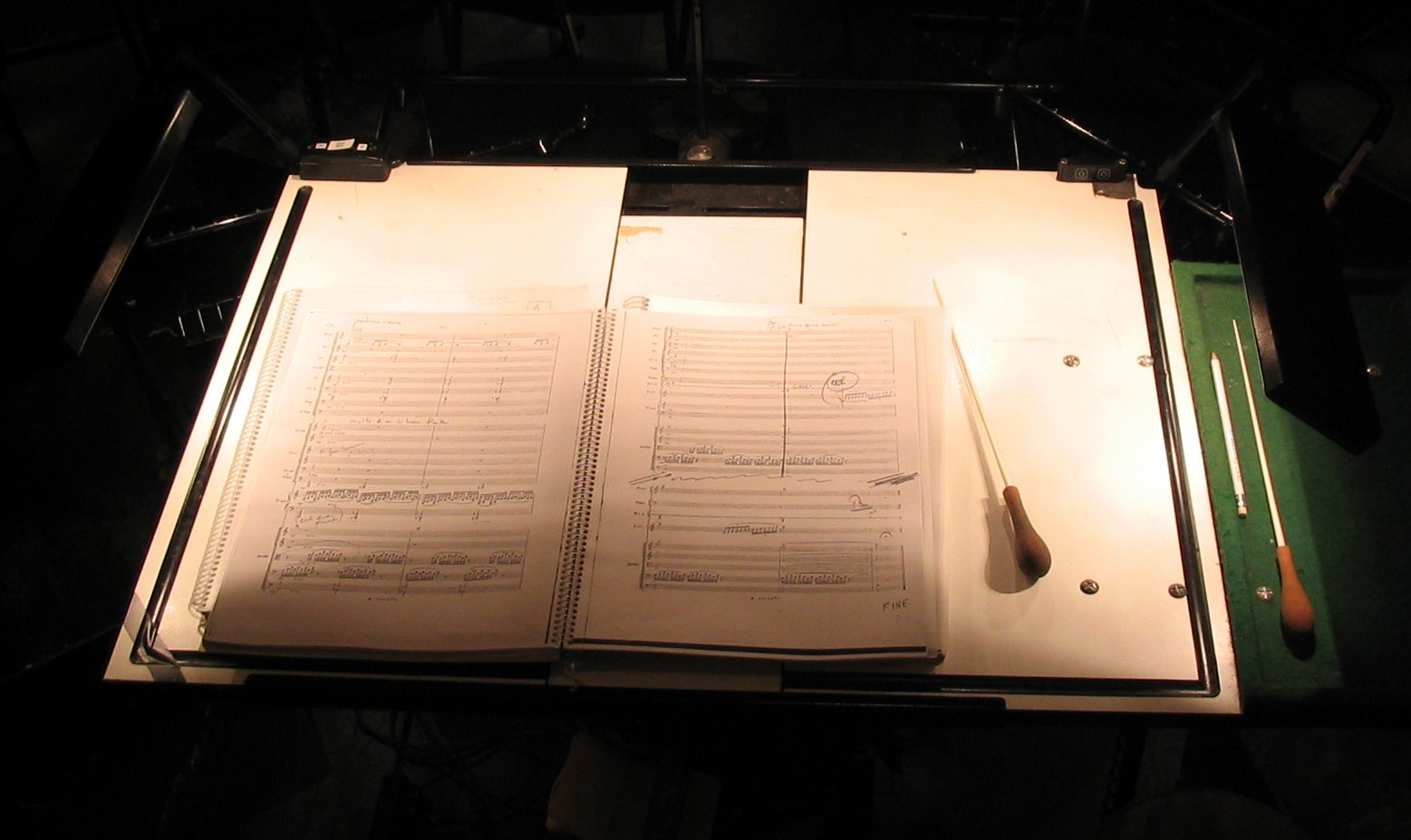
La partition du chef d'orchestre et les baguettes sur le grand pupitre de direction.

Les femmes chef d'orchestre étaient presque inconnues aux XIXe et XXe siècles (citons Ethel Leginska), mais aujourd'hui, des artistes tels que Marin Alsop et Simone Young ont brisé la barrière entre les sexes. Alsop a été nommée directrice musicale de l'Orchestre symphonique de Baltimore en 2007 – la première femme nommée à la tête d'un grand orchestre des États-Unis – et aussi de l'Orchestre symphonique de l'État de São Paulo en 2012. Alsop a été la première femme à diriger la dernière nuit des Proms. Young a été aussi une pionnière, lorsqu'elle est devenue chef de l'Opéra de Hambourg et de la Philharmonie en 2005. Elle est la première femme à diriger le Ring de Richard Wagner au disque. 
Voir d'autres informations sur les cheffes d'orchestre au paragraphe « Rôle des femmes » ci-dessous.
Bien que le Mexique ait produit plusieurs grands chefs internationaux, Alondra de la Parra est la première mexicaine à se distinguer dans la profession. De même, les chefs d'orchestre d'origine asiatique sont devenus nombreux, en raison des succès internationaux de chefs venus d'Extrême-Orient, tels que Seiji Ozawa, qui a été le directeur musical de l'Orchestre symphonique de Boston de 1973 à 2002, après des postes similaires à San Francisco et Toronto, et Myung-whun Chung, qui a occupé des postes importants tant en Allemagne qu'en France, portant maintenant l'Orchestre philharmonique de Séoul à une attention internationale. Il y a encore sous-représentation d'artistes d'origine noire dans la profession de chef d'orchestre, mais il y a eu de notables exceptions, tels Henry Lewis, Dean Dixon, James DePreist, Paul Freeman (en) et Michael Morgan (en). 
Plus d'informations sont données plus bas.

## Technique

Battue pour les mesures 2/4, 2/2, ou un 6/8 les rapides.

Battue des mesures à 3/4 ou 3/8.

Battue de la mesure à 4/4.

Battue dans le style allemand de la mesure lente à 6/8.

La direction est l'art de communiquer des intentions artistiques aux instrumentistes lors d'une interprétation. Alors qu'il existe de nombreuses règles formelles sur la façon de diriger correctement, d'autres sont subjectives et une grande variété de styles de direction existe en fonction de la formation et de la sophistication du chef. Les principales responsabilités du chef sont : unifier les artistes, régler le tempo, veiller aux départs et à la clarté du rythme, écouter de manière critique, modeler le son de l'ensemble et contrôler l'interprétation et le rythme de la musique. La communication est non-verbale lors d'une interprétation en concert, mais aux répétitions, les interruptions fréquentes permettent les directives quant à la façon dont la musique doit être jouée ; le chef peut arrêter les musiciens et demander des modifications dans le phrasé, ou, par exemple, une modification du timbre dans telle section. Les répétitions d'orchestres amateurs sont souvent entrecoupées d'arrêts pour attirer l'attention des musiciens sur des détails techniques, des erreurs de lecture ou de transposition.
La direction exige une compréhension des éléments d'expression musicale (tempo, dynamiques et nuances, articulation) et la possibilité de les communiquer de manière efficace à un ensemble. La capacité de communiquer des nuances de phrasé et d'expression à travers des gestes est également bénéfique. La gestuelle de direction est de préférence préparée à l'avance par le chef, lors de l'étude de la partition, mais peut parfois être spontanée.
Une distinction est parfois faite entre la direction d'orchestre et la direction de chœur. En règle générale, les chefs d'orchestre utilisent une baguette, plus souvent que les chefs de chœur. La prise en main de la baguette varie selon le chef.

### Battue et tempo

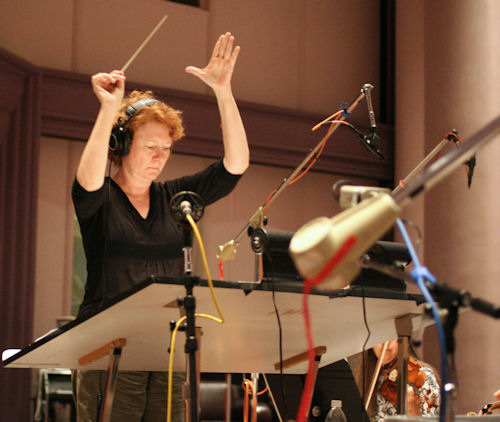
Barbara Day Turner.

Au début d'un morceau de musique, le chef lève ses mains (ou la main, si lui ou elle n'utilise qu'une seule main) pour indiquer que la pièce est sur le point de commencer. Ceci est un signal pour les membres de l'orchestre, qui doivent être prêts à jouer leur instrument, ou aux choristes, qui doivent être prêts et attentifs à regarder. Le chef regarde ensuite les différentes sections de l'orchestre (vents, cordes, etc.) ou le chœur, pour s'assurer que tous les membres de l'orchestre ou les membres de la chorale sont prêts. Dans certaines œuvres chorales, le chef peut signaler au pianiste ou à l'organiste de jouer une note, ou un accord, pour que les membres de la chorale puissent déterminer leurs notes de départ. Ensuite, le chef donne un ou plusieurs battements préparatoires : ce battement préparatoire, avant que l'orchestre ou la chorale ne commence, donne la mesure. Le rythme de la musique est généralement indiqué par la main droite du chef, avec ou sans une baguette. La main trace une forme dans l'air pendant toute la mesure, dépendant de l'indication de mesure, indiquant chaque battement avec un déplacement vers le bas ou un mouvement vers le haut. Les images montrent les types de battement les plus courants, vus du point de vue du chef.
Le temps fort – battu vers le bas –, indique le premier temps de la mesure ; la levée indique la battue avant la première note de la pièce et le dernier temps de la mesure. L'instant auquel le battement se produit est appelé ictus (pluriel : ictūs ou ictuses). Il est généralement indiqué par un coup (mais pas nécessairement grand) vif du poignet, ou le changement de direction de la baguette. Dans certains cas, l’« ictus » est également utilisé pour faire référence à un plan horizontal dans lequel tous les ictus se trouvent physiquement, par exemple au sommet d'un pupitre où la baguette tapote à chaque ictus. Le geste qui mène à l’ictus est appelé « préparation » et le flux continu de battements réguliers est appelé « takt » (mot allemand pour barre de mesure, mesure et battue).
Si le tempo est lent ou pendant un ralentissement, ou s'il s'agit d'une mesure composée, le chef d'orchestre peut parfois indiquer les « subdivisions » des battements. Le chef fait cela en ajoutant un plus petit mouvement, dans le même sens que le rythme auquel il appartient.
Les modifications apportées au tempo sont indiquées en modifiant la vitesse de la battue. Pour mener à bien et contrôler un rallentando (c'est-à-dire ralentir le rythme de la musique), le chef peut introduire les subdivisions de battue.
Alors que certains chefs utilisent les deux mains pour indiquer le temps, avec la main gauche en miroir de la droite, l'éducation formelle décourage une telle approche, la seconde main pouvant alors être utilisée pour le repérage des entrées des instrumentistes ou lors des sections individuelles, et les indications de dynamique, phrasé, expression et autres éléments.
Pendant une partie de solo instrumental (ou, à l'opéra lors d'un solo non accompagné d'un chanteur), certains chefs arrêtent de compter toutes les subdivisions et simplement dirigent vers le bas la baguette une fois par mesure, pour aider les artistes qui comptent les mesures de silence.
Il y a une différence entre la définition du « manuel » de l'endroit où l’ictus d'un temps fort se produit et la réalité de l'interprétation historique des orchestres professionnels. Avec un accord sforzando et abrupt, un orchestre professionnel jouera souvent légèrement après la frappe du point de la baguette marquant l’ictus.

### Nuances

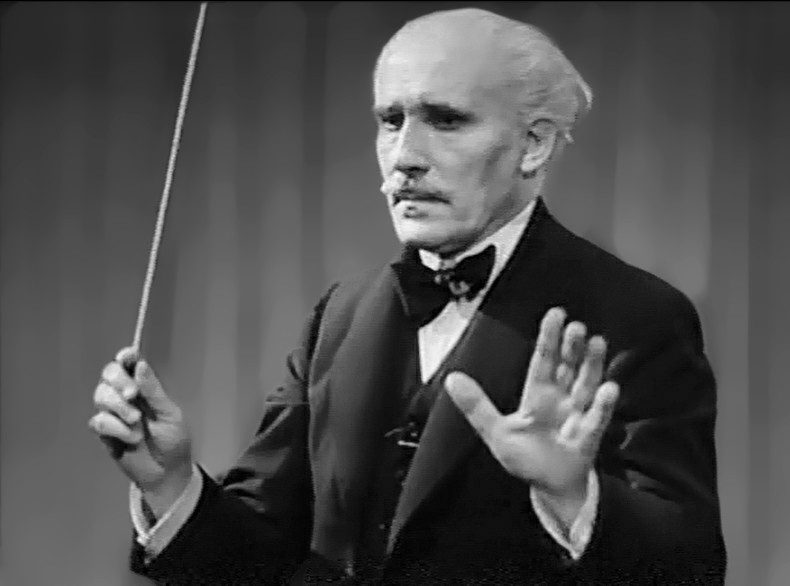
Arturo Toscanini, lors d'une interprétation de La Forza del Destino de Verdi.

Les nuances sont indiquées de plusieurs manières. La dynamique peut être communiquée par l'amplitude des mouvements, les formes plus grandes représentant des sons plus puissants. Les changements dans la dynamique peuvent être marqués avec la main qui n'est pas utilisée pour indiquer le rythme : un mouvement vers le haut (la paume vers le haut) indique un crescendo ; un mouvement vers le bas (généralement paume en bas) indique un diminuendo. La modification de l'ampleur des mouvements résulte souvent des changements de caractère dans la musique, selon les circonstances.
La dynamique peut être affinée à l'aide de différents mouvements : en montrant la paume face aux interprètes, ou en se penchant légèrement en arrière et dans un mouvement de recul, le chef demande une diminution du volume ou un relâchement de la tension. Pour ajuster dans sa globalité la balance des différents instruments ou des voix, ces signaux peuvent être combinés ou dirigés vers une section particulière d'interprètes.

### Repères

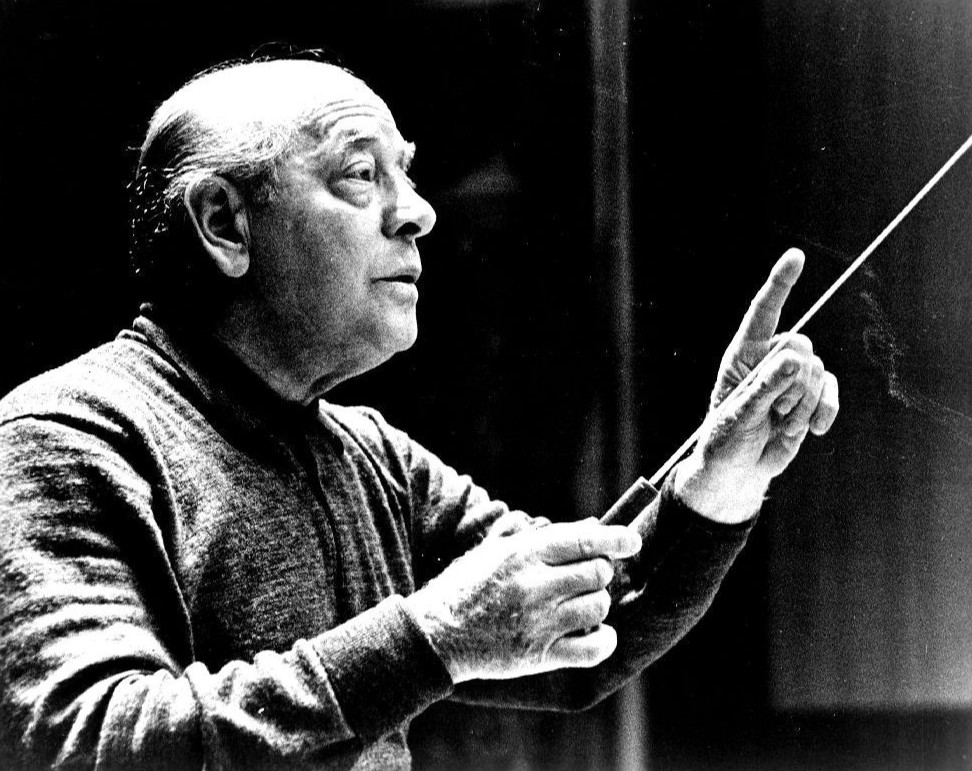
Eugene Ormandy.

L'indication des entrées, lorsqu'un interprète ou une section d'instruments doit commencer à jouer (par exemple après une longue période de silence, ou tacet), est appelée « repérage ». Un repère doit prévoir avec certitude le moment exact de la venue de l’ictus, de sorte que tous les musiciens et chanteurs touchés par le repère peuvent commencer à jouer simultanément. Le repérage est plus important pour les cas où l'interprète n'a pas joué pendant un long moment. Le repérage est également utile dans le cas d'une pédale avec des cordes, lorsqu'une section a été jouée en pédale sur une longue période ; un repère est important pour indiquer quand ils doivent changer de note. Le repérage est réalisé par « l'engagement » des joueurs avant leur entrée (en les regardant) et l'exécution d'un geste clair de préparation, souvent dirigés vers les interprètes. Une inspiration, qui peut être un « reniflement » semi-sonore du chef d'orchestre, est un élément commun dans la technique de repérage de certains chefs. Le simple contact avec les yeux, ou le regard dans la direction des instrumentistes peut être suffisant dans de nombreux cas, lorsque plus d'une section de l'ensemble font leur entrée en même temps. Les grands événements musicaux peuvent justifier l'utilisation de repères plus emphatiques, conçus pour encourager l'émotion et l'énergie.

### Autres éléments musicaux

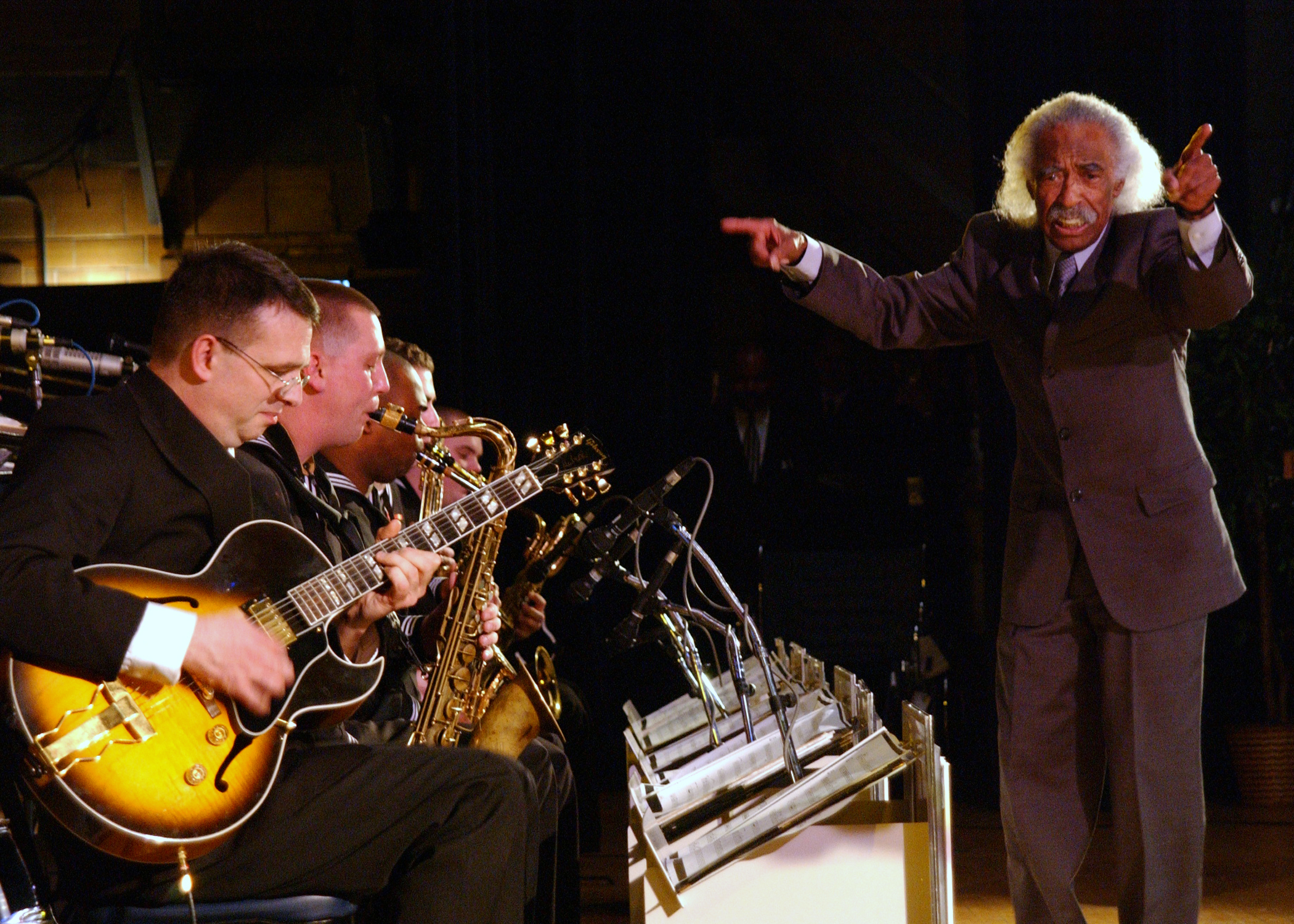
Un chef d'orchestre, Gerald Wilson, dirige un big band de jazz.

L'articulation peut être indiquée par le caractère de l’ictus, allant d'une battue courte et pointue pour staccato, longue et fluide pour le legato. Beaucoup de chefs d'orchestre modifient la tension des mains : les mouvements avec les muscles tendus et rigides peuvent correspondre à un marcato, tandis que les mains détendues et des mouvements doux peuvent correspondre au legato ou à l’espressivo. Le pincement du pouce avec l'index demande une précision accrue. Le phrasé peut être indiqué par un mouvement de la forme d'un arc ou par un mouvement de la main vers l'avant ou sur les côtés. Une note tenue est souvent indiquée par une main à plat, paume vers le haut. La fin d'une note, appelée « coupure » ou « libération », peut être indiquée par un mouvement circulaire ou la fermeture de la paume. Une coupure est généralement précédée d'une préparation et conclue par une immobilité complète.
Le chef a pour objectif de maintenir un contact visuel autant que possible avec l'ensemble, il encourage le contact avec les yeux en retour et le dialogue entre les interprètes ou les chanteurs et lui-même. Les expressions du visage peuvent également être importantes pour montrer le caractère de la musique ou pour encourager les exécutants.
Dans certains cas, lorsqu'il y a eu peu de répétition pour préparer un morceau, un chef d'orchestre peut discrètement indiquer sa battue immédiatement avant le début du mouvement, à l'aide des doigts devant sa poitrine (de sorte que seuls les interprètes peuvent le voir). Par exemple, dans une pièce à 4/4 où le chef veut battre « à deux » (deux ictus ou battements par mesure), le chef place deux doigts devant sa poitrine.
Dans la plupart des cas, il y a une courte pause entre les mouvements d'une symphonie, d'un concerto ou d'une suite de danses. Cette brève pause donne à l'orchestre ou aux membres de la chorale du temps pour tourner les pages de leur partie et se préparer pour le début du prochain mouvement. Les cordes peuvent appliquer de la colophane sur l'archet ou essuyer la sueur de leurs mains avec un mouchoir. Les anches peuvent prendre le temps de changer pour une anche neuve, les cuivres pour évacuer l'eau condensée des coulisses. Dans certains cas, les bois ou les cuivres pourront utiliser la pause pour passer à un autre instrument (par exemple, de la trompette au cornet ou de la clarinette à la clarinette en mi-bémol). Si le chef souhaite enchaîner immédiatement un mouvement après l'autre pour des raisons musicales, cela porte le nom  d’attacca. Le chef d'orchestre donnera l'instruction aux membres de l'orchestre et aux choristes qui écrivent le terme sur leurs parties, de sorte qu'ils seront prêts à partir immédiatement pour le mouvement suivant.

## Rôles

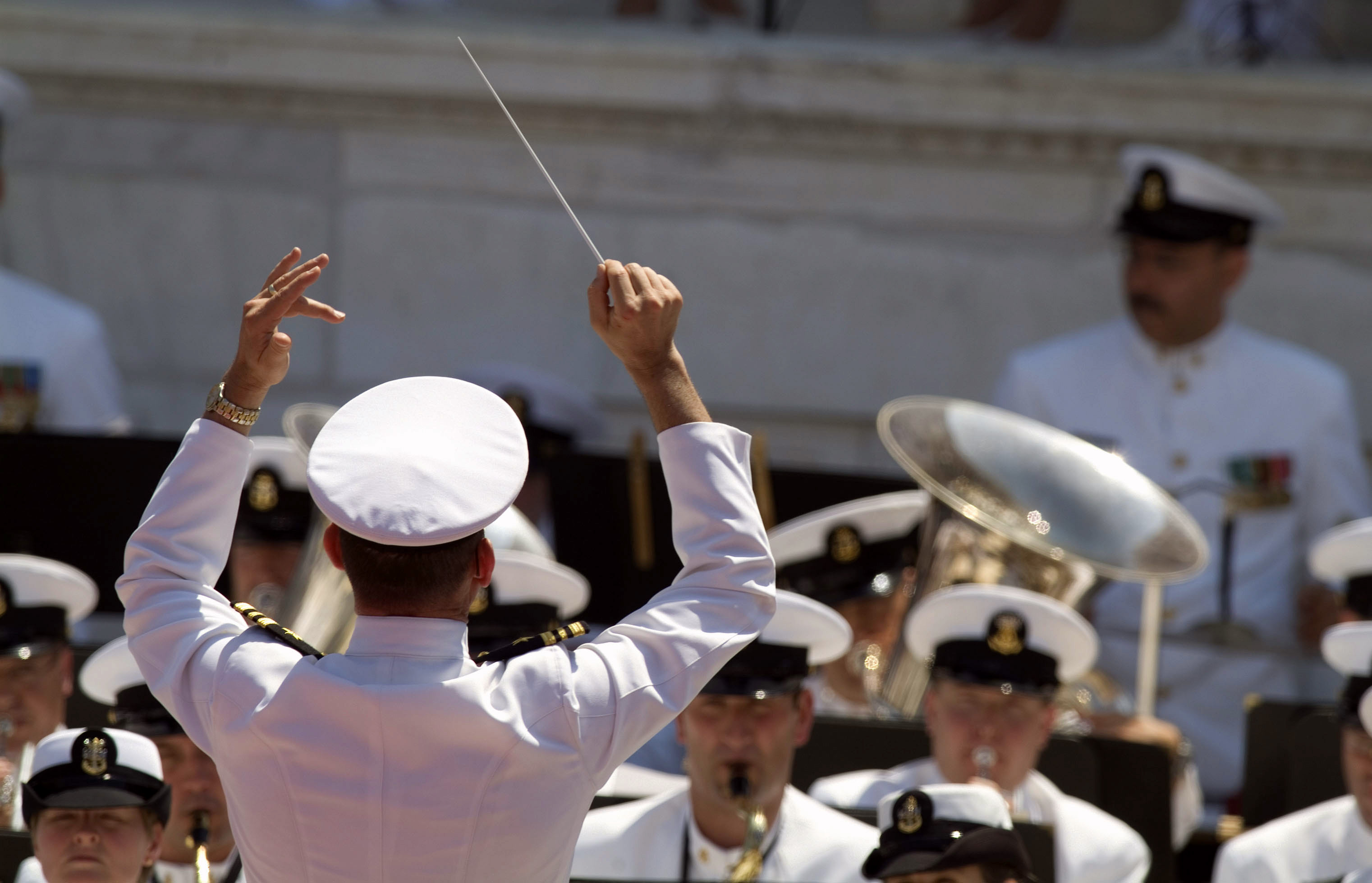
Un chef d'orchestre militaire, dirige un ensemble de cuivres de la marine des États-Unis.

Le rôle du chef d'orchestre varie beaucoup selon le contexte et la diversité des ensembles. Dans certains cas, un chef d'orchestre est également le directeur musical de l'orchestre symphonique. En tant que tel, c'est lui qui choisit le programme pour la saison, y compris pour les concerts des chefs invités, les concertos des solistes, etc. Le chef d'orchestre principal peut assister à certaines ou à toutes les auditions des nouveaux membres de l'orchestre, pour s'assurer que les candidats ont le style de jeu et le son qu'il désire, et qu'ils répondent aux normes d'interprétation les plus hautes.
Le chef principal-directeur musical choisit pour une ou plusieurs saisons un ou plusieurs chefs assistants ou adjoints, qui ont pour rôle de faire répéter l'orchestre et préparer les concerts. Beaucoup ont ainsi commencé une brillante carrière, parfois en remplaçant au pied levé le chef principal indisponible. 
Un chef invité peut ne pas avoir la responsabilité des premières répétitions, et conduire un ou deux concerts. 
Certains chefs de chœur sont engagés pour préparer un chœur plusieurs semaines à l'avance, celui-ci étant dirigé par un autre chef. Le chef de chœur est généralement reconnu pour ses tâches préparatoires du programme de concert.
Certains chefs d'orchestre peuvent avoir un rôle important dans les relations publiques, donnant des interviews à la presse locale ou apparaissant à la télévision, pour promouvoir la saison à venir ou un concert en particulier. Tandis qu'une poignée de chefs d'orchestre sont des célébrités dans les médias, tel Leonard Bernstein, la plupart ne sont connus qu'au sein de la scène musicale classique.

## Formation et éducation
En 2014, les chefs d'orchestre détiennent généralement une maîtrise en musique et direction de chœur et les chefs d'orchestre américains détiennent généralement un baccalauréat en musique. Ce Baccalauréat (dénommé B. Mus. ou B. M) est de quatre ans. Les programmes incluent des leçons de direction et la pratique avec un orchestre d'amateur et des cours en histoire de la musique, théorie de la musique et d'autres arts libéraux (par exemple, la littérature anglaise) qui donnent à l'élève une éducation équilibrée. Les étudiants n'ont généralement pas à se spécialiser dans la conduite pour ce B. Mus. ; au lieu de cela, ils développent en général, des compétences musicales telles que chanter, jouer d'un instrument de l'orchestre, jouer dans un orchestre, une chorale et jouer d'un instrument à clavier comme le piano ou l'orgue. Un chef d'orchestre est censé être en mesure de répéter et de mener des chœurs, dans des œuvres pour orchestre et chœur. Ainsi, le chef d'orchestre a besoin de connaître les principales langues utilisées dans l'écriture chorale (entre autres, le français, l'italien et le latin) et il doit comprendre la bonne diction de ces langues dans le contexte d'un chant choral. L'inverse est également vrai : un chef de chœur doit être en mesure de répéter et de diriger un orchestre à cordes ou un orchestre au complet, lors de l'exécution d'œuvres pour chœur et orchestre. En tant que tel, un chef de chœur a besoin de savoir comment répéter avec les principales sections d'instruments.
La maîtrise en musique (M. mus.) dans la direction d'orchestre, consister en des leçons privées, une expérience avec un ensemble, l'entraînement, des cours d'études supérieures en histoire de la musique et en théorie de la musique, avec une ou deux exécutions au concert. Un diplôme de Maîtrise en musique (appelé M. Mus. ou M. M.) est la compétence minimum requise pour les personnes qui souhaitent devenir professeur de direction d'orchestre.
Doctorat en arts musicaux (dénommé D. M. A., DMA, D. Mus.A. ou A. Mus.D) est le diplôme dans la direction qui fournit une occasion pour les études avancées au plus haut artistique et pédagogique. Pour cette raison, l'admission est très sélective. Un examens en histoire de la musique, en théorie musicale, une formation de l'oreille et des dictées musicales et un examen d'entrée et une audition de direction sont nécessaires. Les étudiants effectuent un certain nombre de représentation au concert, y compris une combinaison de concerts et conférences, avec un travail accompagnant une thèse de doctorat. Un DMA dans la direction d'orchestre est un diplôme terminal et en tant que tel, le titulaire a le droit d'enseigner dans les collèges, les universités et les conservatoires. En plus de l'étude académique, une autre partie du parcours de formation pour de nombreux chefs, est de diriger des orchestres amateurs, tels que les orchestres de jeunes...
Un petit nombre de chefs d'orchestre deviennent professionnels sans formation académique à la direction. Le plus souvent, ces personnes ont atteint une renommée en tant qu'instrumentiste ou chanteur et où ils ont acquis une grande partie de leur savoir-faire. Une autre façon pratiquée par un petit nombre de chefs pour devenir professionnels, sans formation formelle, est l'apprentissage « sur le tas », notamment par la direction d'orchestres amateurs, orchestres scolaires ou de chorales.
Le salaire moyen des chefs d'orchestre aux États-Unis en 2014 était de 48 180 dollars avec un taux de 3 % de croissance prévu, pour la décennie suivante de 2014 à 2024, ce qui est un rythme du taux de croissance plus lent que la moyenne.
En France, il y a deux classes de direction au Conservatoire national supérieur de musique et de danse de Paris. Une option d'initiation en deux ans et une classe supérieure durant deux à trois ans. 
Il existe également de quelques classes de direction d'orchestre dans différents conservatoire régionaux (CRR), comme ceux de Bordeaux, Toulouse, Pau, Nice, Paris, Rouen, Dijon...

## Place des femmes

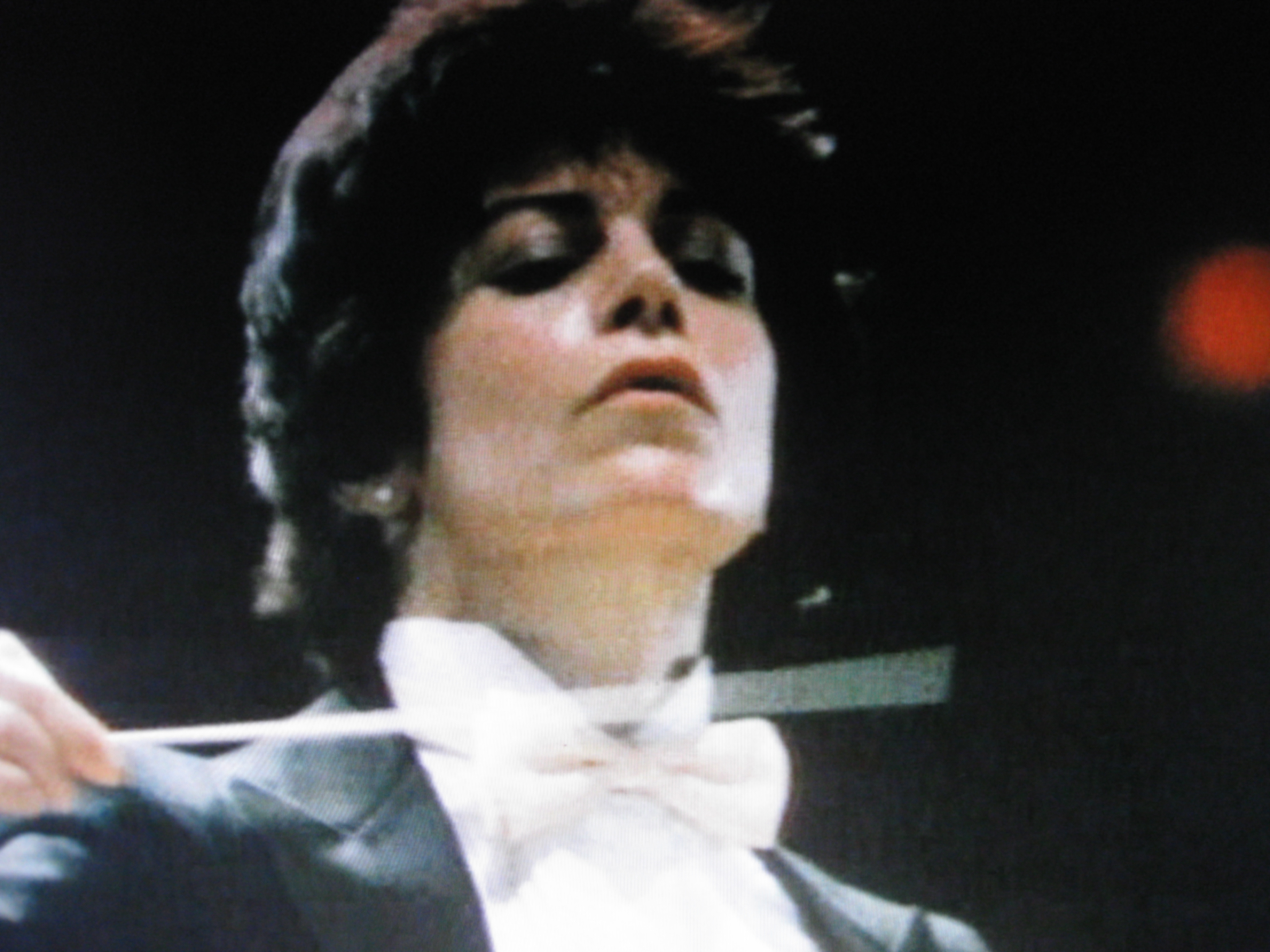
JoAnn Falletta dirige Le Sacre du printemps.

La majorité des chefs d'orchestre professionnels sont des hommes ; The Guardian considère la direction comme « l'un des derniers plafonds de verre dans l'industrie de la musique ». En 2014, « ...Bachtrack a signalé que dans une liste mondiale des 150 plus grands chefs de l'année, seuls cinq étaient des femmes ». Seul un petit nombre de femmes chefs d'orchestre ont acquis la tête du classement international de chefs d'orchestre. En janvier 2005, la cheffe d'orchestre australienne Simone Young est la première femme à diriger l'Orchestre philharmonique de Vienne. En 2008, Marin Alsop, une protégée de Leonard Bernstein, est la première femme à devenir directeur musical et chef principal d'un des principaux orchestres des États-Unis, lorsqu'elle remporte la direction du Baltimore Symphony. Il y avait « ...des protestations d'une large partie du Baltimore Symphony quand elle a été nommée Directeur de la musique, mais depuis ce temps, les applaudissements pleuvent ». En 2014, Alsop a été la première femme chef d'orchestre à diriger le Last Night of the Proms Concert – l'un des plus importants événements de musique classique en Grande–Bretagne, dans ses 118 ans d'histoire.
Selon la rédactrice de la Radio 3 britannique, Edwina Wolstencroft, « Le monde de la musique a été heureux d'avoir des interprètes féminines... depuis longtemps... Mais posséder l'autorité et le pouvoir en public est une autre question, ce qui est le cas des chefs de sexe féminin qui ont eu un moment difficile. Notre société est plus résistante aux femmes de pouvoir en public que pour les femmes du divertissement ». Yuri Temirkanov, le directeur de la musique de l'Orchestre philharmonique de Saint-Pétersbourg, a donné son point de vue sur la pertinence des femmes chefs d'orchestre dans une interview de septembre 2013, déclarant que « L'essence de la profession de chef d'orchestre est la force. L'essence d'une femme est la faiblesse ». Le chef finlandais Jorma Panula, nommé comme l'une des « 60 personnes les plus puissantes de la musique » dans le numéro de novembre 2000 du BBC Music Magazine, fournit son point de vue sur les chefs féminins dans une interview 2014 à la télévision. Il a déclaré que les chefs d'orchestre « femmes... Bien sûr, elles essaient ! Certaines d'entre elles font des grimaces, transpirent et s'agitent, mais ce n’est pas mieux – mais pire !... Ce n'est pas un problème – si elles choisissent les bonnes pièces. Si elles prennent les musiques les plus féminines. Bruckner ou Stravinsky ça ne le fera pas, mais Debussy est OK. Ceci est une question purement biologique ».
En 2013, Vasily Petrenko, chef principal de l'Orchestre philharmonique d'Oslo et de l'Orchestre philharmonique royal de Liverpool, a provoqué l'indignation quand il a dit dans un journal norvégien que « les orchestres réagissent mieux lorsqu'ils ont un homme en face d'eux [parce qu']une jolie fille sur le podium signifie que les musiciens pensent à autre chose ». Petrenko a déclaré que « dirigés par un homme, les musiciens rencontrent des distractions moins érotiques ». Il a également déclaré que « lorsque les femmes ont une famille, il devient difficile d'être aussi dévoué que ce qu'il est demandé dans l'entreprise ». Bruno Mantovani, le directeur du Conservatoire national supérieur de musique et de danse de Paris, a donné une interview sur les femmes chefs d'orchestre dans laquelle il a soulevé le « problème de la maternité » et la capacité des femmes à résister aux défis physiques et au stress de la profession, qu'il décrit comme impliquant « la direction, prendre un avion, prendre un autre avion, diriger à nouveau ». Le faible pourcentage de femmes chefs d'orchestre n'est pas dû à ce que les femmes n'étudient pas la direction d'orchestre à l'école de musique : en effet, en 2009 et 2012, près de la moitié des bénéficiaires de doctorat de direction d'orchestre étaient des femmes.
Parmi les cheffes d’orchestre ayant eu un rôle important dans le monde de la musique ou ayant acquis une notoriété internationale, on citera les pionnières (listées par date de naissance) : Elfrida Andrée, Emma Steiner, Elisabeth Kuyper, Eugenia Calosso, Lina Coen (en), Ethel Leginska, Nadia Boulanger, Marguerite Canal, Frida Kern, Jane Evrard, Antonia Brico, Frédérique Petrides, Ethel Stark, Vítězslava Kaprálová, Veronika Doudarova, Sarah Caldwell, Zheng Xiaoying, Eve Queler, Margaret Rosezarian Harris (afro-américaine), Hortense von Gelmini (de), Odaline de la Martinez, Gisele Ben-Dor (en), Marin Alsop, Amina Srarfi, Simone Young…, ainsi que (par ordre alphabétique) Joana Carneiro, Sian Edwards (en), Laurence Equilbey, JoAnn Falletta, Jane Glover, Mirga Gražinytė-Tyla, Emmanuelle Haïm, Barbara Hannigan, Natalia Luis-Bassa, Susanna Mälkki, Alondra de la Parra, Speranza Scappucci, Nathalie Stutzmann, Beatrice Venezi (it)…

## Place des minorités et des ethnies extra-européennes

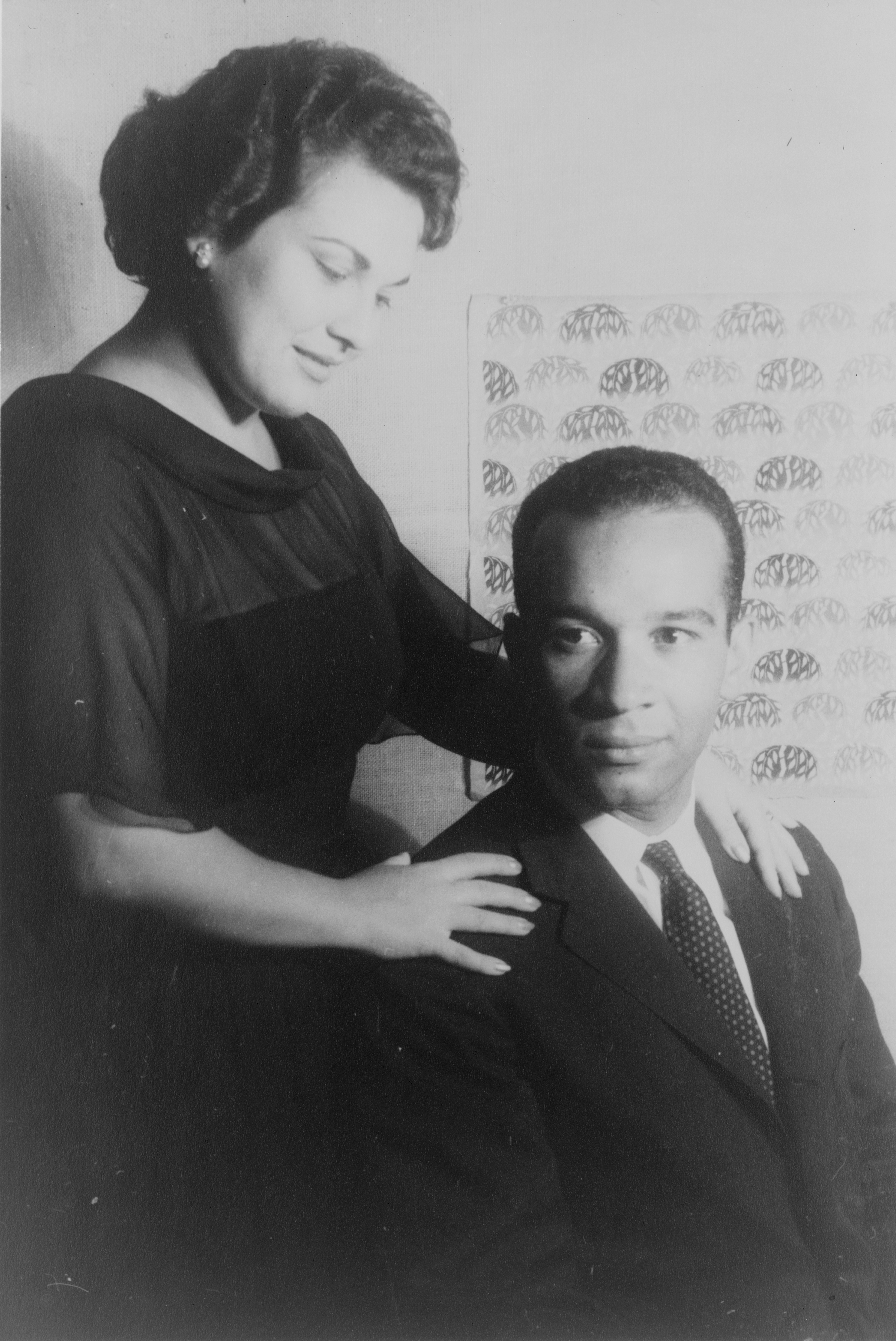
Marilyn Horne et Henry Lewis.

Les chefs d'orchestre jouant la musique classique occidentale étaient initialement tous Européens. Cependant, alors que cette musique se diffusait au cours des XIXe et XXe siècles sur tous les continents, on assistait simultanément à une diversification ethnique des musiciens la pratiquant. Ceux qui appartenaient à une minorité ont eu longtemps leur vocation et leur carrière contrariées par la ségrégation et le racisme.
Concernant les chefs d'orchestre africains, des Caraïbes ou d'origine afro-américaine, on peut citer :
- Samuel Coleridge-Taylor (1875-1912), né d'un père originaire de Sierra Leone et d'une mère anglaise, est élevé à Croydon. En 1890, il est admis au Royal College of Music de Londres, où il poursuit son apprentissage du violon et étudie la composition auprès de Charles Villiers Stanford. En 1895, il commence une activité de chef d'orchestre avec l'orchestre du conservatoire de Croydon ; il dirige également la London Handel Society et l'Orchestre symphonique de Bournemouth. En tant qu'homme de couleur, il a connu des difficultés pour s'imposer dans la vie musicale britannique, mais a été honoré lors de ses tournées aux États-Unis en y dirigeant ses œuvres, reçu notamment par le Président Theodore Roosevelt. Sa fille Avril Coleridge-Taylor (1903-1998) a mené une belle carrière de pianiste et cheffe d'orchestre en Angleterre. Elle eut cependant à souffrir de la ségrégation raciale : malgré la blancheur de sa peau, il lui fut signifié une interdiction de se produire en public lors de sa tournée en Afrique du Sud en 1952.
- Rudolph Dunbar (1907–1988), natif de Guyane britannique, étudie à New York à la Juilliard School, à Paris avec Philippe Gaubert et à Vienne avec Felix Weingartner. Il se produit à Londres, Paris et Berlin ; il est le premier homme noir à diriger l'Orchestre philharmonique de Londres (1942), l'Orchestre philharmonique de Berlin (1945) et des orchestres symphoniques en Pologne (1959) et en URSS (1964).
- Dean Dixon (1915–1976) étudie la direction à la Juilliard School et à l'Université Columbia. En 1931, lorsque ses premiers engagements sont contrecarrés par des préjugés raciaux, il forme son propre orchestre et sa société chorale. En 1941, il dirige en tant qu'invité le NBC Symphony Orchestra et l'Orchestre philharmonique de New York. Il a été aussi invité par l'Orchestre de Philadelphie et l'Orchestre symphonique de Boston.
- Henry Lewis (1932–1996) étudie à l'Université de Californie du Sud ; à seize ans, il rejoint le pupitre de contrebasses de l'Orchestre philharmonique de Los Angeles, devenant le premier instrumentiste noir recruté par un grand orchestre américain. Il a fondé l'Orchestre de chambre de Los Angeles et a obtenu une reconnaissance nationale en 1961 lorsqu'il a été nommé chef assistant du Philharmonique de Los Angeles dirigé à l'époque par Zubin Mehta. Il a fait ses débuts au Metropolitan Opera en 1972. Il était marié à la cantatrice Marilyn Horne, qu'il a accompagnée en concert et au disque. James DePreist (1936-2013) a été l'un des premiers chefs d'orchestre afro-Américains présents sur la scène mondiale. Il est ici félicité par le président George W. Bush lors de la réception de la Médaille nationale des arts en 2005.

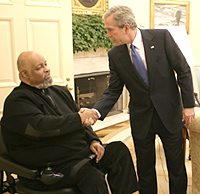
James DePreist (1936-2013) a été l'un des premiers chefs d'orchestre afro-Américains présents sur la scène mondiale. Il est ici félicité par le président George W. Bush lors de la réception de la Médaille nationale des arts en 2005.

- James DePreist (1936–2013), neveu de la cantatrice Marian Anderson, est l'un des premiers chefs d'orchestre afro-américains à faire une carrière internationale. Il étudie la composition avec Vincent Persichetti au Conservatoire de Philadelphie, tout en suivant des cours à l'Université de Pennsylvanie (diplôme de baccalauréat à la Wharton School et diplôme de maîtrise à l'École Annenberg pour la Communication). Il remporte l'un des six premiers prix ex-æquo du Concours de direction Dimitri Mitropoulos 1964, pouvant ainsi être choisi par Leonard Bernstein comme l'un de ses trois assistants pour la saison suivante de l'Orchestre philharmonique de New York. Il a été professeur à la Juilliard School et directeur musical de Orchestre symphonique de Québec, de l'Orchestre symphonique de l'Oregon (en), de l'Orchestre symphonique de Malmö, de l'Orchestre philharmonique de Monte-Carlo et de l'Orchestre symphonique métropolitain de Tokyo.
- Paul Freeman (en) (1936–2015) est chef d'orchestre, compositeur et fondateur de l'Orchestre Sinfonietta de Chicago. Il suit le cursus licence-master-doctorat à l'École de musique Eastman de Rochester. Une bourse Fulbright lui permet d'étudier à la Hochschule für Musik de Berlin avec Ewald Lindemann. Il étudie ensuite avec Charles Bruck à l'École Pierre Monteux de Hancock. Il a été directeur musical de l'Opéra de Rochester pendant six ans. Il a occupé les postes de chef d'orchestre associé de l'Orchestre symphonique de Dallas (de 1968 à 1970) et de l'Orchestre symphonique de Détroit (de 1970 à 1979), puis de chef principal de l'Orchestre symphonique national tchèque de Prague de 1996 à 2007. Les archives Paul Freeman sont conservées au Centre de recherche pour la musique noire du Columbia College Chicago.
- Margaret Rosezarian Harris (1943-2000), pianiste concertiste, cheffe d'orchestre et compositrice, a fait ses études au Curtis Institute of Music de Philadelphie et à la Juilliard School de New York. Elle est la première afro-américaine à diriger les orchestres de Los Angeles, Chicago, Detroit, Saint Louis, du Minnesota et onze autres grandes formations américaines.
- Marsha Mabrey (en), née en 1949, étudie la musique à l'Université du Michigan et se perfectionne en direction au College-Conservatory of Music de l'Université de Cincinnati avec Louis Lane (en). D'abord cheffe invitée aux États-Unis et auprès du Sinfonietta Frankfurt (Allemagne), elle est nommée cheffe d'orchestre-directrice musicale de l'Orchestre philharmonique de Seattle (en), première femme et première personne afro-américaine à occuper ce poste (1996-2002).
- Michael Morgan (en) est né en 1957. Étudiant à l'Oberlin Conservatory of Music, il fait un stage d'été à Tanglewood où il étudie avec Gunther Schuller et Seiji Ozawa, et commence à travailler avec Leonard Bernstein. En 1980, il remporte le premier prix du Concours international d'orchestre Hans Swarowsky à Vienne et devient chef assistant de l'Orchestre symphonique de Saint-Louis sous la direction de Leonard Slatkin. Sa première direction en répertoire lyrique a lieu en 1982 à l'Opéra national de Vienne. En 1986, Georg Solti le choisit comme adjoint à l'Orchestre symphonique de Chicago, poste reconduit par Daniel Barenboim. Il est directeur musical de l'Oakland East Bay Symphony, du Sacramento Philharmonic Orchestra et directeur artistique du Festival Opera de Walnut Creek, Californie. Homosexuel, Morgan a déclaré : « être musicien classique, être chef d’orchestre, être noir, être gay – chacune de ces choses vous pousse dans la marge, et chacune un peu plus que la précédente. Vous vous habituez à construire votre propre monde, parce qu'il y a peu de chemins tout tracés à suivre et peu de gens qui sont comme vous. »[14]
- Kwamé Ryan, né en 1970, étudie la direction d'orchestre à l'Université de Cambridge puis avec Peter Eötvös. Il est nommé chef et directeur musical de l'Opéra de Fribourg-en-Brisgau en 1999, de l'Orchestre national Bordeaux Aquitaine de 2007 à 2013 et de l'Orchestre français des jeunes en 2009, tout en menant puis poursuivant sans attache fixe une carrière internationale de chef invité.
- Jeri Lynne Johnson, née en 1972, a été cheffe adjointe de l'Orchestre de chambre de Philadelphie de 2001 à 2004, puis fondatrice dans cette ville du Black Pearl Chamber Orchestra, un orchestre professionnel qui s'est donné pour mission d'allier excellence artistique, diversité culturelle et implication sociale dans la communauté.